# Дравеньи
Дравеньи́ (фр. Dravegny) — коммуна во Франции, находится в регионе Пикардия. Департамент коммуны — Эна. Входит в состав кантона Фер-ан-Тарденуа. Округ коммуны — Шато-Тьерри.
Код INSEE коммуны — 02271.

## Население
Население коммуны на 2010 год составляло 144 человека.
| 1962 | 1968 | 1975 | 1982 | 1990 | 1999 | 2010 |
| ---- | ---- | ---- | ---- | ---- | ---- | ---- |
| 198  | 194  | 167  | 166  | 139  | 149  | 144  |

## Экономика
В 2010 году среди 93 человек трудоспособного возраста (15—64 лет) 66 были экономически активными, 27 — неактивными (показатель активности — 71,0 %, в 1999 году было 59,4 %). Из 66 активных жителей работали 58 человек (34 мужчины и 24 женщины), безработных было 8 (4 мужчины и 4 женщины). Среди 27 неактивных 9 человек были учениками или студентами, 10 — пенсионерами, 8 были неактивными по другим причинам.